# Димитрије Писковић Трнавац
Димитрије Писковић Трнавац (Мрчајевци, код Чачка, 17. децембар 1914 — Београд, 7. септембар 1987) био је учесник Народноослободилачке борбе, генерал-потпуковник ЈНА и народни херој Југославије.

## Биографија
Рођен је 17. децембра 1914. у Мрчајевцима, код  Чачка. Основну школу завршио је у родном селу, a три разреда гимназије у Чачку. Потом је у Нишу до 1934. учио машинбраварски занат. У току одслужења војног рока завршио је 1937. Школу резервних подофицира Југословенске војске. Пре Другог светског рата није био повезан са Комунистичком партијом Југославије, али је као радник био приклоњен радничком покрету.
У току Априлског рата, 1941. као резервни подофицир, распоређен је за командира митраљеског вода и са својом јединицом упућен према Страцину, у Македонији. Како је већ на почетку рата дошло до предаје Треће групе армија, под командом генерала Милана Недића, од својих претпостављених Писковић је упућен у Скопље, како би тамо извршио предају непријатељу. Ово наређење није извршио, већ је распустио свој вод и упутио се кући и тиме избегао одвођење у заробљеништво. У Чачку се повезао са Народноослободилачким покретом (НОП) и укључио се у припреме за оружани устанак.

### Народноослободилачка борба
На самом почетку устанка, јула 1941. приликом формирања Трнавске чете Чачанског партизанског одреда „Др Драгиша Мишовић”, као резервни подофицир, био је постављен за њеног командира. Са Трнавском четом учествовао је у свим борбама које је Чачански партизански одред водио против немачког окупатора и колаборационистичких снага — жандарма, недићеваца, љотићеваца и четника Косте Пећанца. У јесен 1941, за својом четом налазио се на положајима према Краљеву, где су партизани заједно са четницима Драже Михаиловића држали Краљево у опсади. За време борби, током опсаде Краљева, октобра 1941. примљен је у чланство Комунистичке партије Југославије (КПЈ).
После слома опсаде Краљева, са својом четом се повукао у Гучу, где је од од политичког комесара Чачанског одреда Ратка Митровића добио наређење да у близини села Граб, код Лучана, на положајима дочека и што дуже задржи немачку моторизовану колону. Борци Трнавске чете су дочекали немачку колону и водили жестоку борбу са немачким тенковима, али су се под притиском неупоредиво надмоћнијих снага, морали повући повлачи.
У току завршног дела Прве непријатељске офанзиве, изгубио је везу са главнином партизанских снага, па се уместо у Санџак, где је извршено повлачење партизанских снага, самостално пробијао непријатељске обруче и гарнизоне и дошао у Ниш. Овде с повезао са својим другом, тадашњим секретаром Месног комитета КПЈ, који га је упутио на планину Пасјачу, где је постављен за политичког комесара Пасјачке чете Топличког партизанског одреда.
Врло брзо је међу борцима одреда запажен по својој изузетној храбрости, а посебно се истакао у борби против Бугара 13. фебруара 1942, након чега је постављен за команданта Топличког партизанског одред. На овој дужности остао је у време највећих непријатељских офанзива и потера за топличким партизанима током 1942. године. Заједно са српским квислиншким снагама, бугарске окупационе снаге су у току 1942. организовале шест офанзива на топличке партизане, а у свакој офанзиви било је ангажовано од десет до осамнаест хиљада непријатељских војника.
Као храбар војник и способан командант, Трнавац је успевао да вештим маневрима, Топлички одред извуче испред непосредних напада непријатељских снага, а затим врши нападе на непријатеља с леђа и бокова. Под његовом комадом, Одред је организовао неколико успешних диверзија на прузи Београд–Ниш–Скопље, а само у мају и јуну 1942. у околини Ниша уништено је 5 возова, у којима су били немачки војници и друга ратна опрема. Тада је погинуло и избачено из строја више од 300 немачких војника, и уништено много ратне опреме.
Марта 1942. под његовом командом Топлички одред је у близини села Чубура и Крајковац, код Мерошине, разбио четнички одред Косте Пећанца и чету Српске државне страже и непријатељу нанео губитке од 50 мртвих и 30 заробљених војника. Вештима маневрисањем, током непријатељских офанзива и дејствима на Јастрепцу, Копаонику и Буковику, Топлички одред се сачувао од удара непријатеља и поред свих потера и прогона, био најјачи партизански одред у Србији.
Фебруара 1943. постављен је за команданта Првог јужноморавског партизанског одреда, формираног у Јабланици. Овај одред је под његовом командом водио тешке борбе против бугарских окупаторских јединица на Гајтану и нанео непријатељу губитке од око 120 војника. Поред ове успешне борбе, Одред је водио и низ мањих борби, као на руднику Леце и против четника Косте Пећанца у Горњој Јабланици. Године 1944. постављен је за команданта Расинског партизанског одреда. Од нарочитог значаја за овај одред, била је победа коју је заједно са Другом и Трећом јужноморавском бригадом, извојевао над Немцима у селу Ломници, код Крушевца. Тада је страдало 180 немачких војника, претходно одређених да учествују у десанту на Дрвар.
Августа 1944. постављен је за команданта 19. српске бригаде, која се посебно истакла у борбама на Соколовици и Рудној Глави и приликом ослобађања Кучева, Петровца на Млави и Мајданпека. Октобра 1944. постављен је за заменика команданта 25. српске дивизије, генерала Милоја Милојевића и на тој дужности је остао до завршетка рата.

### Послератни период
Након ослобођења Југославије, наставио је професионалну војну каријеру у Југословенској народној армији (ЈНА). Септембра 1945. постављен је за команданта оперативне групе Корпуса народне одбране Југославије (КНОЈ), којој је припао задатак чишћења ослобођене земље од преосталих делова непријатеља. Вишу војну академију ЈНА завршио је 1950, а после тога се налазио на дужности команданта дивизије и начелника Штаба корпуса. Године 1957. завршио је Ратну школу ЈНА, након чега је постављен за начелника оперативног одељења армије, а затим за начелника Штаба армије. Налазио се на дужности Републичког секретара за народну одбрану у Извршном већу Скупштине СР Србије, а био је и начелник Управе за цивилну заштиту у Савезном секретаријату за народну одбрану (ССНО). Пензионисан је 1972. у чину генерал-потпуковника ЈНА. Од 1962. до 1963. године налазио се на месту председника Фудбалског клуба „Партизан”.
Умро је 7. септембра 1987. у Београду и сахрањен је у Алеји народних хероја на Новом гробљу у Београду.
Носилац је Партизанске споменице 1941. и других југословенских одликовања, међу којима су — Орден за војне заслуге са великом звездом, два Ордена партизанске звезде са сребрним венцем, Орден заслуга за народ са сребрним зрацима, Орден братства и јединства са сребрним венцем и Орден за храброст. Од иностраних се истиче Партизански крст НР Пољске. Орденом народног хероја одликован је 6. јула 1953. године.